# Campeonato Europeo de Biatlón de 2018
El XXV Campeonato Europeo de Biatlón se celebró en la localidad de Val Ridanna (Italia) entre el 24 y el 28 de enero de 2017 bajo la organización de la Unión Internacional de Biatlón (IBU) y la Federación Italiana de Biatlón.

## Resultados

### Masculino
| Evento                      | Oro                                  | Plata                                     | Bronce                                |
| --------------------------- | ------------------------------------ | ----------------------------------------- | ------------------------------------- |
| 10 km velocidad (26.01)     | Andrejs Rastorgujevs Letonia 24:03,0 | Alexandr Loguinov · Rusia · 24:08,5       | Krasimir Anev Bulgaria 24:27,5        |
| 20 km individual (24.01)    | Felix Leitner · Austria · 53:32,8    | Tomáš Krupčík · República Checa · 54:45,8 | Philipp Horn · Alemania · 54:32,2     |
| 12,5 km persecución (27.01) | Alexandr Loguinov · Rusia · 32:22,1  | Krasimir Anev Bulgaria 32:49,7            | Yevgueni Garanichev · Rusia · 33:32,8 |

### Femenino
| Evento                    | Oro                                 | Plata                                 | Bronce                             |
| ------------------------- | ----------------------------------- | ------------------------------------- | ---------------------------------- |
| 7,5 km velocidad (26.01)  | Iryna Varvynets · Ucrania · 20:54,1 | Chloé Chevalier Francia 21:06,6       | Fuyuko Tachizaki Japón 21:09,6     |
| 15 km individual (24.01)  | Chloé Chevalier Francia 46:32,9     | Alexia Runggaldier · Italia · 47:20,6 | Viktoriya Slivko · Rusia · 47:28,8 |
| 10 km persecución (27.01) | Chloé Chevalier Francia 29:25,4     | Iryna Varvynets · Ucrania · 29;36,4   | Julia Simon Francia 30:08,6        |

### Mixto
| Evento                                | Oro                                                                                      | Plata                                                                                                 | Bronce                                                                                                |
| ------------------------------------- | ---------------------------------------------------------------------------------------- | --- | --- |
| Relevo individual (28.01)             | Noruega · Thekla Brun-Lie · Vetle Sjåstad Christiansen · 35:39,6                         | Francia Julia Simon Émilien Jacquelin 35:48,2                                                         | Estados Unidos Susan Dunklee Lowell Bailey 35:48,7                                                    |
| Relevos 2 × 6 km + 2 × 7,5 km (28.02) | Ucrania · Yuliya Zhuravok · Iryna Varvynets · Artem Pryma · Dmytro Pidruchny · 1:11:40,1 | Rusia · Viktoriya Slivko · Anastasiya Zagoruiko · Yevgueni Garanichev · Alexandr Loguinov · 1:11:51,8 | Noruega · Emilie Kalkenberg · Kaia Wøien Nicolaisen · Håvard Bogetveit · Fredrik Gjesbakk · 1:12:13,3 |

## Medallero
| Núm. | País            | Oro | Plata | Bronce | Total |
| ---- | --------------- | --- | ----- | ------ | ----- |
| 1    | Francia         | 2   | 2     | 1      | 5     |
| 2    | Ucrania         | 2   | 1     | 0      | 3     |
| 3    | Rusia           | 1   | 2     | 2      | 5     |
| 4    | Noruega         | 1   | 0     | 1      | 2     |
| 5    | Austria         | 1   | 0     | 0      | 1     |
| 5    | Letonia         | 1   | 0     | 0      | 1     |
| 7    | Bulgaria        | 0   | 1     | 1      | 2     |
| 8    | Italia          | 0   | 1     | 0      | 1     |
| 8    | República Checa | 0   | 1     | 0      | 1     |
| 10   | Alemania        | 0   | 0     | 1      | 1     |
| 10   | Estados Unidos  | 0   | 0     | 1      | 1     |
| 10   | Japón           | 0   | 0     | 1      | 1     |
|      | TOTAL           | 8   | 8     | 8      | 24    |